# Ordobrevia maculata
Ordobrevia maculata is een keversoort uit de familie beekkevers (Elmidae). De wetenschappelijke naam van de soort werd in 1957 gepubliceerd door Nomura.